# Viriato Clemente da Cruz
Viriato Francisco Clemente da Cruz (Porto Amboim, 25 de março de 1928 - Pequim, 13 de junho de 1973) foi um político, líder anticolonial e escritor angolano.

## Biografia e atividade política
Viriato da Cruz era filho de Abel da Cruz (um abastado proprietário do Cuanza Sul) e de Clementina Clemente da Cruz. Já em Luanda, fez os estudos liceais no Liceu Salvador Correia.
Em 1948, lança o mote «Vamos Descobrir Angola», época em que começou a frequentar a Associação dos Naturais de Angola (ANANGOLA) onde, com Higino Aires, António Jacinto e Mário António de Oliveira dirigia o sector cultural. Em 1951, foi editado o primeiro número da revista Mensagem e criado o Movimento dos Novos Intelectuais de Angola (MNIA).
Nos anos 1950 esteve em contacto com a movimentação anticolonial clandestina em Luanda, incluindo o Partido Comunista Angolano (PCA), fundado naquela altura. Abandonou Angola por volta de 1957 para se dirigir a Paris onde se encontrou com Mário Pinto de Andrade, desenvolvendo atividades políticas e culturais.
A primeira digressão pela China Continental foi em novembro de 1958, e durou 3 semanas. Tanto Viriato da Cruz e Mário Pinto de Andrade foram a Pequim, Xangai e Guangzhou (Cantão).
Tal como Mário Pinto de Andrade, Matias Miguéis, Lúcio Lara, Hugo Azancot de Menezes e Eduardo Macedo dos Santos, Viriato participou em 1960 na Guiné-Conacri na reorganização do Movimento Popular de Libertação de Angola (MPLA), tornando-se o seu secretário-geral. Nesta qualidade fez parte de uma delegação da recém-formada Frente Revolucionária Africana para a Independência Nacional das Colônias Portuguesas (FRAIN) que, ainda em agosto de 1960, fez uma viagem à China para obter apoios. Este foi um passo fundamental para Viriato da Cruz. Ele trouxe dinheiro que ajudou o MPLA no âmbito político-militar e financeiro.
Em maio de 1962 Viriato da Cruz abandonou espontaneamente o cargo de secretário-geral do MPLA a pretexto de tornar o Comité Director mais representativo (ou epidermicamente mais escuro). Com a chegada de Agostinho Neto a Quinxassa em julho daquele ano depois da sua fuga de Portugal, irromperam divergências insanáveis entre Viriato e Neto que se arrastaram até à I Conferência Nacional do Movimento em Dezembro. No rescaldo deste evento que consagrou Neto como novo presidente do MPLA, Viriato apontou Neto de ser o símbolo da viragem política do MPLA à direita. Injustamente acusado de se ter apropriado de recursos monetários do Movimento, foi formalmente expulso a 7 de julho de 1963. Antes disso, porém, os sequazes de Neto, comandados por Manuel dos Santos Lima, arrancaram-no  brutalmente da pensão em que se alojava em Quinxassa e espancaram-no acolitados por soldados congoleses agenciados por Neto. A extensão das agressões físicas foi de uma tal magnitude  que Viriato sangrava por todos os lados, espojado no chão. Neto, Lúcio Lara, Iko Carreira e outros dirigentes sequer se coibiram de exibir no rosto um ar trocista, mesmo tendo diante dos olhos um espectáculo tão sórdido que feria profundamente a dignidade e o conceito público de um ex-companheiro da estirpe de Viriato. Mesmo esfacelado e a rastejar no solo, o antigo secretário-geral e criador do MPLA continuou a ser sovado e insultado pelos seus verdugos. Os abusos prosseguiram na penitenciária de Lufungula onde o aprisionaram e humilharam juntamente com outros seus companheiros. Saiu do cárcere entre a vida e a morte.
Nos dias 24 e 30 de abril de 1963, Viriato da Cruz participou na Conferência de Jornalistas Afro-Asiáticos, patrocinada pelos regimes de Sukarno e Mao Tsé-Tung, que levou à fundação da respectiva associação, que excluía propositamente a União Soviética, recorrendo ao argumento que eram "brancos". Por outras palavras, ajudou a instituir mais um organismo rival criado pela China Continental, contra a União Soviética. Viriato integrou a mesa da presidência da reunião, em representação de Angola.

## Na China
Valendo-se dos contactos anteriores, Viriato da Cruz viaja em 1966 para Pequim onde mais tarde fixaria residência. A sua chegada deu-se, assim, no início da Revolução Cultural Chinesa, e foi recebido pelos dirigentes chineses, dentro do espírito daquele período chineses.
Os dirigentes chineses recebem-no de braços abertos, pois tinha demonstrado uma enorme capacidade na criação do primeiro Partido Comunista de Angola (PCA) e, posteriormente, do MPLA, primeiro em Conacri e, depois, no Congo Belga (neste foi detido e sofreu torturas, por defender ideias contrárias às estabelecidas). Uma das suas primeiras ações foi o de ajudar a dividir a Organização de Escritores Afro-Asiáticos (OEAA), no decorrer da sua Assembleia Geral Extraordinária, que decorreu em Pequim entre os dias 27 de junho e 9 de julho de 1966, em duas agremiações distintas: a pró-soviética, baseada no Cairo, e a pró-chinesa, com sede em Pequim e em Colombo, no Seri Lanca. Os chineses entendiam que Viriato da Cruz poderia facilitar a penetração ideológica do socialismo maoísta no continente africano — o que não sabiam era que estavam profundamente enganados; daí nasceu um grave mal-entendido com consequências trágicas para Viriato e para a sua família.
Pouco tempo depois instaram-no a proferir um discurso nas comemorações do dia nacional da República Popular da China, 1 de outubro de 1966. Em nome do povo angolano, Viriato da Cruz exaltou o pensamento do dirigente máximo chinês, as atividades dos Guardas Vermelhos e a "Grande Revolução Cultural do Proletariado" em curso. Para as derrotar era necessário constituir uma "frente única internacional" contra o imperialismo americano e o imperialismo russo, que congregasse os povos da Ásia, da África e da América Latina.
Elabora um relatório onde afirma que os países Africanos, mesmo os mais desenvolvidos, não estão preparados para uma revolução socialista. Demonstra então grande firmeza ao recusar-se a mudar o relatório. Esse aspectos do seu carácter já lhe tinha valido graves dissabores na sua curta vida política quando da crise de 1962-63, no seio do MPLA. O relatório pessimista elaborado por Viriato ia contra a doutrina maoísta da iminência da revolução mundial.
Os chineses começaram a ver que Viriato se distanciava cada vez mais das teses maoístas e mantiveram-no como refém. Ele não entendia porque não o expulsavam. Mas os Chineses temiam a capacidade de Viriato e as consequências negativas que ele poderia causar à causa maoísta se saísse da China.

## Os últimos anos de vida na China
Viriato da Cruz faleceu no Hospital Anti-Imperialista, antigamente o Hospital Universitário de Pequim, no dia 13 de junho de 1973 vítima dum enfarte do miocárdio. Entretanto, faz-se útil recordar, dada a sua indiscutível relevância histórica, o último registo de Viriato no seu diário, fixado com o seu punho e letra (a lápis e em caracteres miudinhos). Nele o arquitecto do MPLA não só questiona a "doença" que rapidamente o empurrou para a morte (pois pressentia que estavam a assassiná-lo), mas sobretudo lança estas palavras de advertência para a posteridade: Declaro, sem apelo, que os meus parentes deverão recusar, privada e publicamente, as condolências que, porventura, o MPLA ou alguns dos seus membros, tais como Agostinho Neto, Lúcio Barreto de Lara, Eduardo [Macedo] dos Santos, Mário Pinto de Andrade, Manuel Videira e Gentil Viana, venham a enviar aos ditos parentes meus ou venham a publicar. Não está no meu poder perdoar os actos de felonia, de perseguição e de falta de camaradagem que  aqueles senhores e alguns dos seus sequazes praticaram, não só contra mim, mas também contra um certo número de angolanos. Parece-me ser altamente importante que tais actos sejam, em todos os tempos, condenados em Angola como criminosos e desonrosos.

## Transladação de Pequim para Luanda
Finalmente, no dia 26 de dezembro de 1990 veio os restos mortais de Viriato da Cruz que estava no cemitério para estrangeiros em Pequim para Luanda. No dia seguinte, dia 27, os restos mortais de Viriato da Cruz foram a enterrar na sepultura onde está o corpo de sua mãe, Clementina Clemente da Cruz, às 10h00. Estiveram perto de 200 pessoas amigas e dois representantes do Bureau Político do MPLA-Partido do Trabalho, França Ván-Dúnem, Ministro do Plano, e Roberto Carneiro. Segundo a viúva de Viriato da Cruz, Maria Eugénia, disse à ANGOP: "[a]s despesas da transladação dos restos mortais de Viriato da Cruz foram custeadas pelo governo chinês".

## Principais obras
- Poemas. Lobito, 1974. Coleção Cadernos Capricórnio, 25.
- Coletânea de Poemas: 1947-1950. Lisboa, 1961. Coleção Autores Ultramarinos, 4.
- Poemas: Viriato da Cruz. Vila Nova de Cerveira: Nóssomos; Luanda: Nóssomos, 2013. Coleção Poesia. ISBN 978-989-8563-13-2[10]

Entre os seus poemas destacam-se Namoro, Sô Santo e Makézu.